# کامنتس (ناحیه روکیتسانی)
کامنتس (به چکی: Kamenec) یک منطقهٔ مسکونی در جمهوری چک است که در ناحیه روکیتسانی واقع شده‌است. کامنتس ۱٫۷۵ کیلومتر مربع مساحت و ۵۰ نفر جمعیت دارد و ۳۶۲ متر بالاتر از سطح دریا واقع شده‌است.